# ماريون جاي لافي جونيور
ماريون جاي لافي جونيور (بالإنجليزية: Marion J. Levy Jr.)‏ هو عالم اجتماع وأستاذ جامعي أمريكي، ولد في 12 ديسمبر 1918 في غالفستون في الولايات المتحدة، وتوفي في 26 مايو 2002 بسبب مرض باركنسون.

## وصلات خارجية
- ماريون جاي لافي جونيور على موقع الموسوعة البريطانية (الإنجليزية)